# Seehospiz

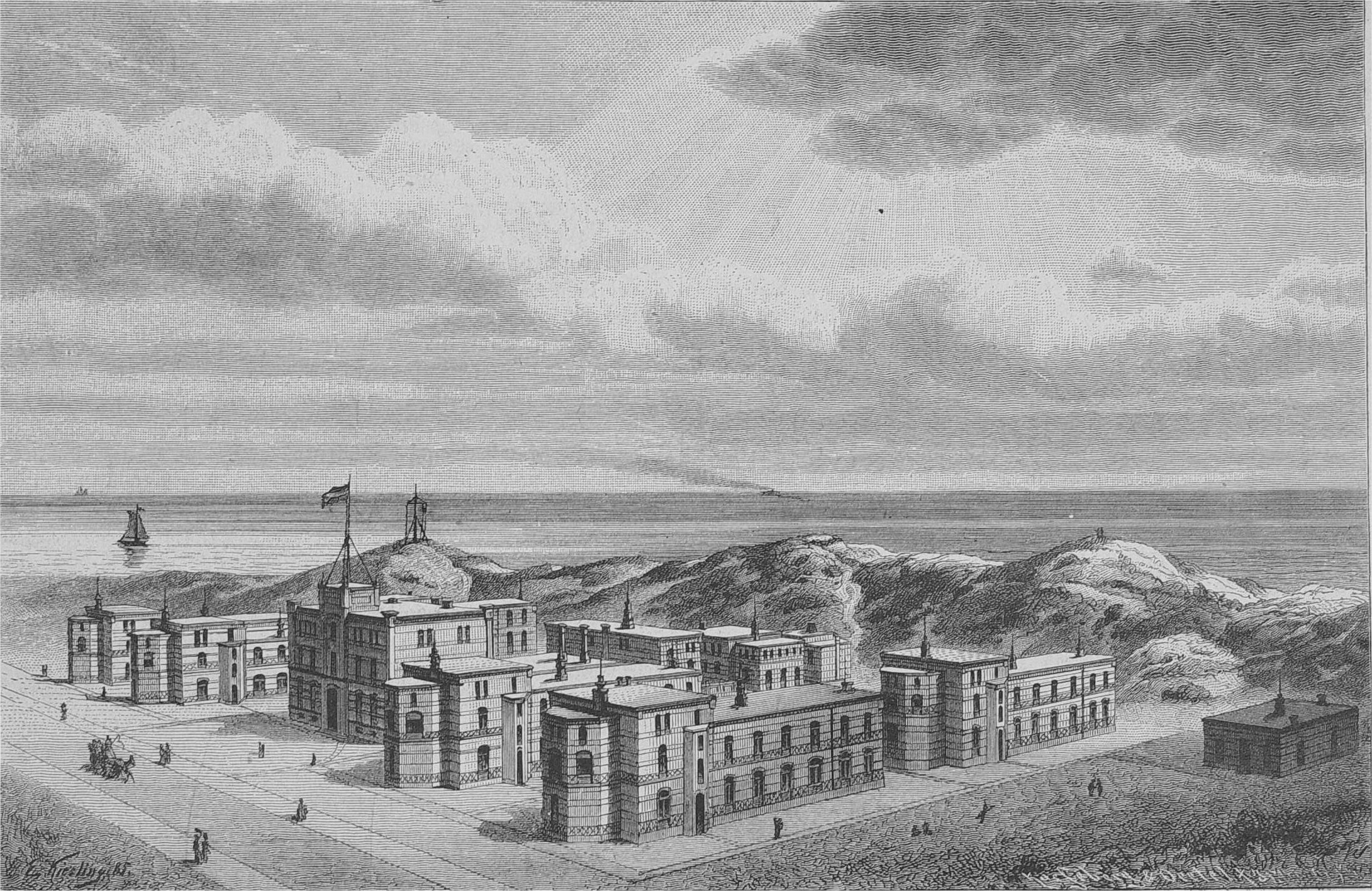
Das Seehospiz Norderney aus Blickrichtung Ost, 1885

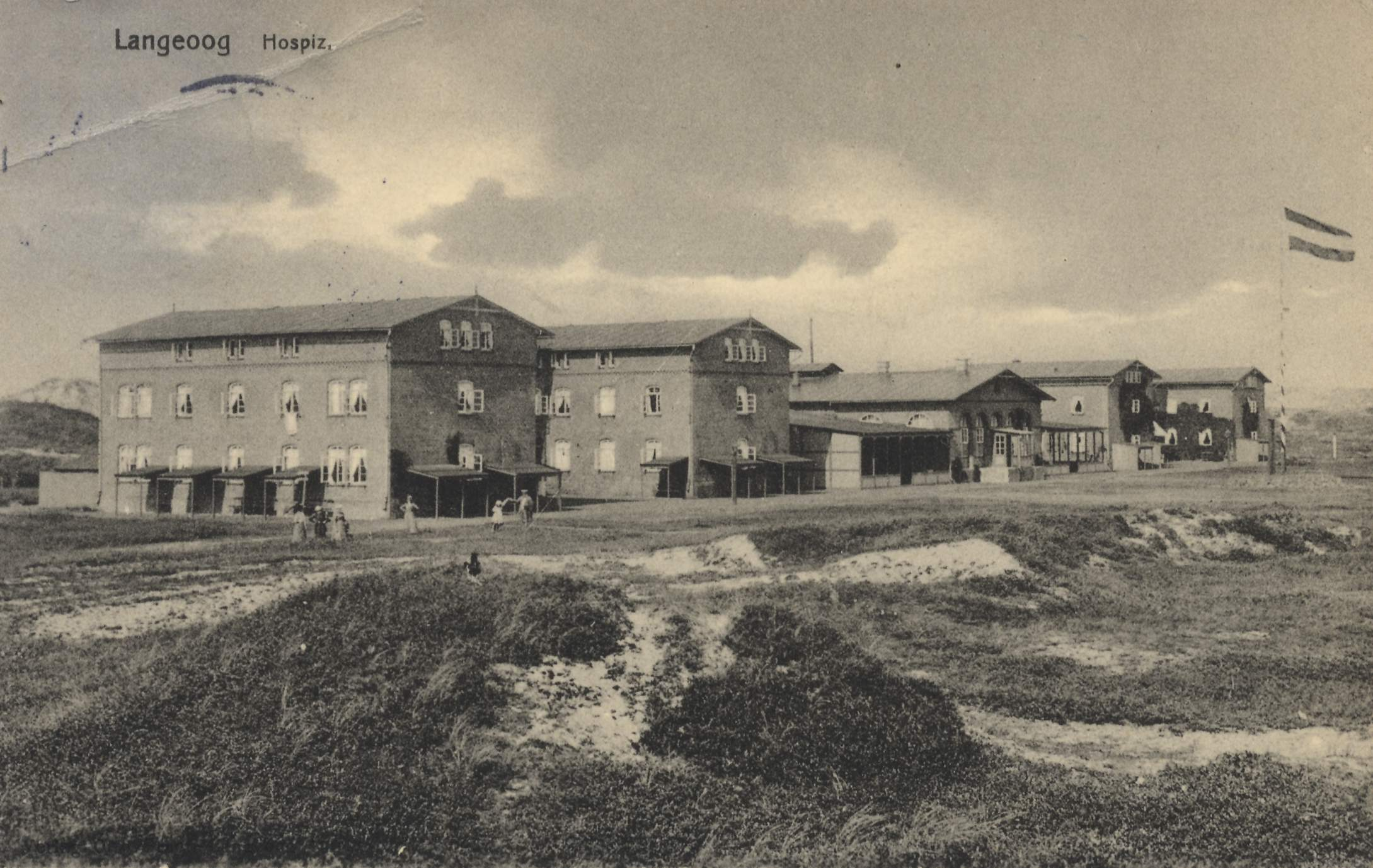
Das Seehospiz Langeoog, 1906

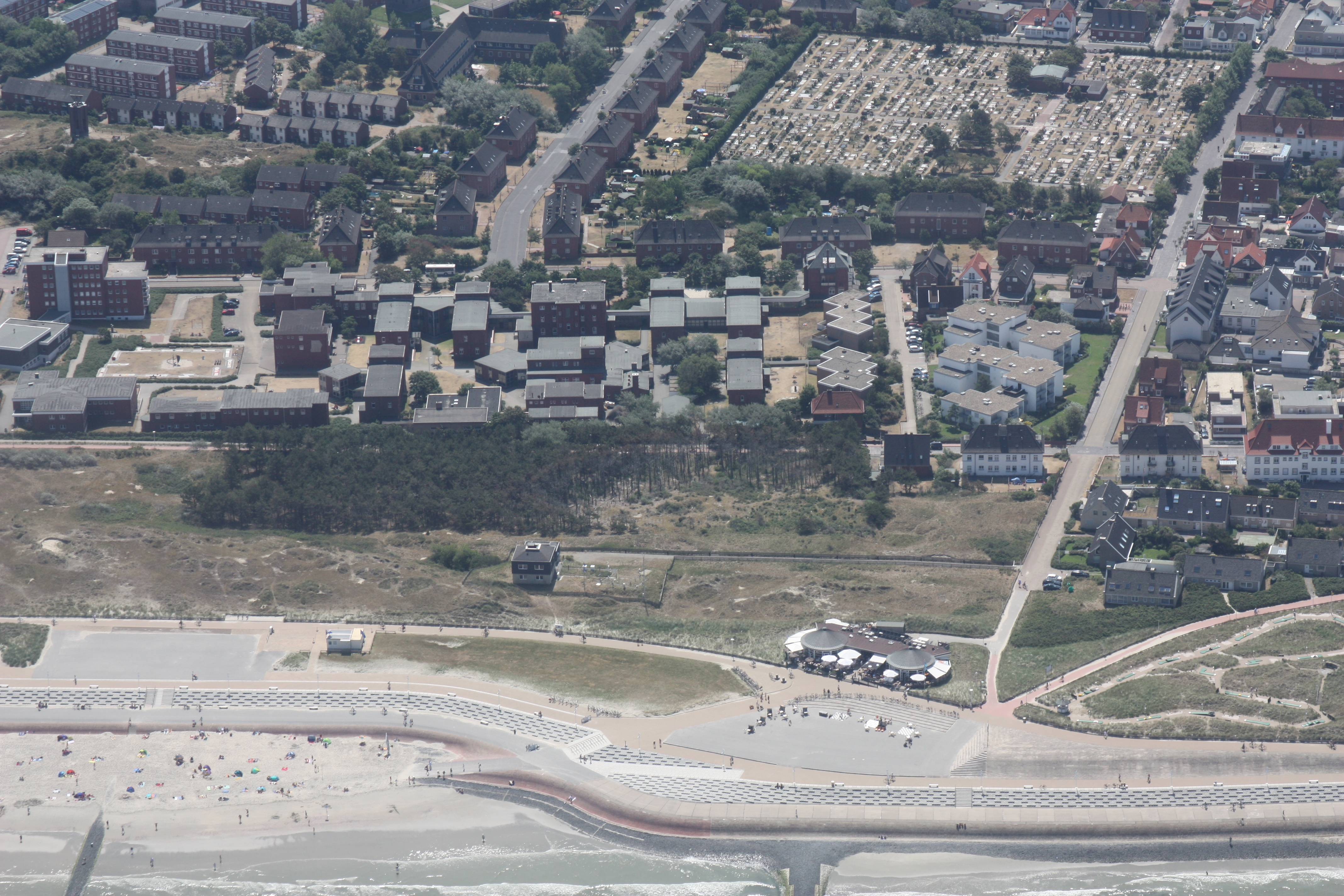
Seehospiz Norderney von Norden aus (Bauten mit Flachdach im Vordergrund)

Seehospize sind meist im 19. Jahrhundert entstandene Einrichtungen, die der Genesung von Kranken durch Aufenthalt im Meeres-Reizklima dienen. An der deutschen Nord- und Ostseeküste wurden Ende des 19. Jahrhunderts mehrere Seehospize gegründet.

## Geschichte
Auf Anregung des englischen Arztes John Coakley Lettsom (1744 bis 1815) wurde in Margate (Kent) an der südenglischen Themsemündung am 20. Juli 1796 das erste Seehospiz The Royal Sea Bathing Infirmary for the Relief of the Scrophulous Poor of London and all England eröffnet. Ende des 19. Jahrhunderts wurden auf Betreiben von Medizinern, wie der Marburger Professor Friedrich Wilhelm Beneke, an der Nord- und Ostseeküste Seehospize gegründet.
Als Mitglied des Comités zur Errichtung von Kinderheilstätten an der Nordsee und engagierter Vertreter der Meeresheilkunde kaufte Beneke bereits 1880 ein Grundstück auf Norderney zur späteren Errichtung eines Seehospizes. Vom 12. September 1881 bis 4. März 1882 überwinterte er mit 53 Patienten im Alter von drei bis 49 Jahren auf Norderney und fand seine Vermutung der stark gesundheitsförderlichen Wirkung eines solchen Aufenthaltes im rauen Winterklima der Nordsee bestätigt.
Zum 1. Juni 1882 nahm das provisorische Kinder-Seehospiz zu Norderney mit zunächst 32 Kindern seinen Betrieb auf. Auf dem erworbenen Grundstück sollte eine große Kinderheilstätte errichtet werden, es fehlte aber an den nötigen Mitteln. Kaiser Wilhelm I. willigte ein, die Hälfte der erforderlichen 500.000 Mark zum Bau der „Großen nationalen Musteranstalt“ auf Norderney zu tragen, wenn der Verein die andere Hälfte aufbringen könnte. Dank der Spende eines anonymen Deutsch-Amerikaners von 100.000 Mark und dem Erfolg einer großen Lotterie mit 700.000 Losen gelang es, die Finanzierung zu sichern. Nach zweijähriger Bauzeit wurde am 1. Juni 1886 das Kinderkrankenhaus Seehospiz Kaiserin Friedrich eröffnet. Es befindet sich seit 1947 in Trägerschaft des Diakonissen-Mutterhauses Kinderheil e. V. Bad Harzburg und dient der Kinderrehabilitation. Dort werden Kinder und Jugendliche mit chronischen Atemwegs- und Hauterkrankungen sowie Übergewicht ganzjährig behandelt.
In der Zeit von 1883 bis 1886 wurden in Deutschland weitere kleinere Seehospize in Groß-Müritz, Wyk auf Föhr und Zoppot bei Danzig gegründet. Ab 1890 wurden in Norddorf auf Amrum mehrere Seehospize durch den Bielefelder Theologen Friedrich von Bodelschwingh eröffnet.